# Phygadeuon ripicola
Phygadeuon ripicola là một loài tò vò trong họ Ichneumonidae.